# Korisnost (ekonomska znanost)
Unutar ekonomije, koncept korisnosti koristi se za modeliranje cijene ili vrijednosti. Njegova se upotreba s vremenom značajno razvila. Izraz su u početku kao mjeru užitka ili sreće u teoriju utilitarizma uveli moralni filozofi poput Jeremyja Benthama i Johna Stuarta Milla. Izraz je prilagođen i ponovno primijenjen u neoklasičnoj ekonomiji, koja dominira modernom ekonomskom teorijom, kao funkcija korisnosti koja predstavlja preferenciju jednog potrošača u odnosu na skup izbora, ali nije usporediva među potrošačima. Ovaj koncept korisnosti je osoban i temelji se na izboru, a ne na zadovoljstvu, pa je i rigoroznije određen od izvornog koncepta, ali ga čini manje korisnim (i kontroverznim) za etičke odluke.

## Funkcija korisnosti
Razmotrite skup alternativa s kojima se pojedinac suočava u odnosu na koje pojedinac ima preferencije. Funkcija korisnosti može predstaviti taj redoslijed ako je moguće dodijeliti pravi broj svakoj alternativi na takav način da se alternativi a dodijeli broj veći od alternative b ako i samo ako pojedinac preferira alternativu u odnosu na alternativu b. U ovoj situaciji netko tko odabere najpoželjniju alternativu nužno također bira alternativu koja maksimizira povezanu funkciju korisnosti.
Pretpostavimo da Jimmy ima funkciju korisnosti U = {\displaystyle \surd xy} gdje je x broj jabuka, a y broj čokolada. Alternativa A ima x = 9 jabuka i y = 16 čokolada; alternativa B ima x = 13 jabuka i y = 13 čokolada. Stavljanjem vrijednosti x, y u funkciju korisnosti dobiva se {\displaystyle \surd (9\times 16)} = 12 za alternativu A i {\displaystyle \surd (13\times 13)} = 13 za B, pa Jimmy preferira alternativu B.
Općenito gledano, funkcija korisnosti mjeri preferencije u pogledu skupa dobara i usluga. Često je korisnost povezana s pojmovima poput sreće, zadovoljstva i blagostanja koje je teško mjeriti. Dakle, ekonomisti koriste košaricu sklonosti potrošnje kako bi izmjerili te apstraktne, nemjerljive ideje.
Gérard Debreu precizno je definirao uvjete potrebne da bi se redoslijed preferencija mogao prikazati pomoću funkcije korisnosti. Za konačan skup alternativa one zahtijevaju samo da je redoslijed preferencija potpun (tako da pojedinac može odrediti koja je od bilo koje dvije alternative preferirana ili da su jednake), te da je sklonost prelazna .
Vrlo često skup alternativa nije konačan, jer čak i ako je broj robe konačan, odabrana količina može biti bilo koji realan broj na intervalu. Uobičajeno navedeni skup izbora u izboru potrošača je {\displaystyle R_{+}^{n}}, gdje {\displaystyle n} je broj robe. U ovom slučaju postoji kontinuirana funkcija korisnosti koja predstavlja preferencije potrošača ako i samo ako su preferencije potrošača potpune, tranzitivne i kontinuirane.

## Primjene
Korisnost obično primjenjuju ekonomisti u takvim konstrukcijama kao što je krivulja indiferencije, koja iscrtava kombinaciju roba koju bi pojedinac prihvatio da zadrži zadanu razinu zadovoljstva. Krivulje korisnosti i indiferencije koriste ekonomisti kako bi razumjeli temelje krivulja potražnje u analizi ponude i potražnje koja se koristi za analizu rada tržišta roba.
Opći dijagram krivulja indiferencije prikazan je dolje (slika 1). Okomite i vodoravne osi predstavljaju pojedinačnu potrošnju u odnosu na robu Y, odnosno X. Sve kombinacije robe X i Y duž iste krivulje indiferencije čine pojedince ravnodušnima, što znači da sve kombinacije duž krivulje indiferencije rezultiraju istom vrijednošću korisnosti.
Pojedinačna korisnost i društvena korisnost mogu se tumačiti kao vrijednost funkcije korisnosti, odnosno funkcije socijalne skrbi. Kad su povezane s proizvodnim ili robnim ograničenjima, pod nekim se pretpostavkama ove funkcije mogu koristiti za analizu Paretove učinkovitosti, kao što je prikazano u Edgeworth okvirima u krivuljama ugovora. Takva je učinkovitost središnji pojam u ekonomiji blagostanja .
U financijama se korisnost koristi za generiranje cijene pojedinca za imovinu koja se zove cijena indiferentnosti. funkcije korisnosti također su povezane s mjerama rizika, a najčešći je primjer mjera entropijskog rizika .
U području umjetne inteligencije, funkcije korisnosti koriste se za prenošenje vrijednosti različitih ishoda inteligentnim agentima. To omogućuje agentima da planiraju radnje s ciljem maksimiziranja korisnosti (ili "vrijednosti") dostupnih izbora.

## Preferencije
Preferencije, kao ljudske specifične simpatije i antipatije, prvenstveno se koriste kada pojedinci donose odluke ili odlučuju među različitim alternativama. Na formiranje preferencija pojedinca utječu različiti čimbenici poput zemljopisnog položaja, spola, kulture i obrazovanja. Poredak korisnosti pokazuje sklonosti pojedinaca.
Iako su preferencije konvencionalni temelj mikroekonomije, često je zgodno preferencije predstaviti funkcijom korisnosti i neizravno analizirati ljudsko ponašanje pomoću funkcija korisnosti. Neka je X skup potrošnje, skup svih međusobno isključujućih košarica koje bi potrošač mogao zamisliti. Korisnička funkcija potrošača {\displaystyle u\colon X\to \mathbb {R} } svrstava svaku košaricu u skup potrošnje. Ako potrošač strogo preferira x od y ili je ravnodušan među njima, tada {\displaystyle u(x)\geq u(y)} .
Na primjer, pretpostavimo da je skup potrošačke potrošnje X = {ništa, 1 jabuka, 1 narančasta, 1 jabuka i 1 narančasta, 2 jabuke, 2 naranče}, a njegova korisna funkcija je u (ništa) = 0, u (1 jabuka) = 1, u (1 naranča) = 2, u (1 jabuka i 1 naranča) = 5, u (2 jabuke) = 2 i u (2 naranče) = 4. Tada ovaj potrošač preferira 1 naranču do 1 jabuku, ali preferira jednu od svake do 2 naranče.
U mikroekonomskim modelima obično postoji konačan skup L roba, a potrošač može konzumirati proizvoljnu količinu svake robe. To daje skup potrošnje {\displaystyle \mathbb {R} _{+}^{L}}, i svaka košarica roba {\displaystyle x\in \mathbb {R} _{+}^{L}} je vektor koji sadrži količine svake robe. U primjeru postoje dvije robe: jabuke i naranče. Ako kažemo da su jabuke prva roba, a naranče druga, onda je potrošnja postavljena {\displaystyle X=\mathbb {R} _{+}^{2}} i u (0, 0) = 0, u (1, 0) = 1, u (0, 1) = 2, u (1, 1) = 5, u (2, 0) = 2, u (0, 2) = 4 kao i prije. Imajte na umu da u mora biti program funkcija na X, međutim, mora se definirati za svaku košaricu roba u X, pa sada treba definirati funkciju i za frakcijske jabuke i naranče. Jedna funkcija koja bi odgovarala ovim brojevima je {\displaystyle u(x_{apples},x_{oranges})=x_{apples}+2x_{oranges}+2x_{apples}x_{oranges}.}
- Tranzitivnost(prijelaznost)

Preferencije pojedinaca dosljedne su u odnosu na košarice. Ako pojedinac preferira košaricu A nad košaricom B i preferira košaricu B nad košaricom C, tada pojedinac slabije preferira košaricu A nad košaricom B. Ako su a ≥ b i b ≥ c, tada je a ≥ b za sve (a, b, c)
- Nezasićenost (Monotone preferencije)

Ceteris paribus, pojedinci uvijek preferiraju više pozitivnih nego negativnih dobara, obrnuto. Što se tiče krivulja indiferencije, pojedinci će uvijek preferirati košarice koji leže na višoj krivulji indiferencije. Drugim riječima, ako je sve ostalo isto, više je bolje manje robe.
- Kad je dobro, preferira se više roba i ista razina potrošnje.
- Kad je loše, više se preferira roba manje, poput onečišćenja.

### Otkrivena sklonost
Utvrđeno je da se korisnost ne može izravno mjeriti niti promatrati, pa su umjesto toga ekonomisti smislili način da zaključe temeljne relativne korisnosti prema promatranom izboru. Ove 'otkrivene preferencije', kako ih je nazvao Paul Samuelson, otkrivene su npr. U spremnosti ljudi da plate:
Uzima se da je korisnost u korelaciji sa Željom ili Željom. Već se tvrdilo da se želje ne mogu mjeriti izravno, već samo neizravno, prema vanjskim pojavama do kojih proizlaze: i da se u onim slučajevima u kojima se ekonomija uglavnom tiče mjera nalazi u cijeni koju je osoba spremna platiti ispunjenje ili zadovoljenje njegove želje. :78

### Otkrivena sklonost u financijama
U financijskim aplikacijama, npr. Optimizaciji portfelja, ulagač odabire financijski portfelj koji maksimizira njegovu vlastitu funkciju korisnosti ili, što je ekvivalentno, minimizira njegovu/njezinu mjeru rizika. Na primjer, suvremena teorija portfelja odabire varijancu kao mjeru rizika; druge popularne teorije su teorija očekivane korisnosti i teorija prospekata. Kako bi se odredila specifična funkcija korisnosti za svakog ulagača, mogao bi se osmisliti postupak upitnika s pitanjima u obliku: Koliko biste platili za x% šanse da dobijete y ? Otkrivena teorija preferencija predlaže izravniji pristup: promatrajte portfelj X* koji ulagač trenutno posjeduje, a zatim pronađite funkciju korisnosti/mjeru rizika tako da X* postane optimalan portfelj.

## Funkcije
Bilo je kontroverzi oko pitanja može li se korisnost robe mjeriti ili ne. Svojevremeno se pretpostavljalo da je potrošač u stanju točno reći koliko je korisnosti dobio od robe. Ekonomisti koji su donijeli ovu pretpostavku pripadali su 'kardinalističkoj školi' ekonomije. Danas se funkcije korisnosti, koje izražavaju korisnost kao funkciju količine različitih potrošenih dobara, tretiraju kao kardinalne ili ordinalne, ovisno o tome jesu li ili se ne tumače kao da pružaju više informacija od jednostavnog redoslijeda preferencija u odnosu na svežnjeve robe, poput informacija o jačini preferencija.

### Primjeri
Kako bi se pojednostavili izračuni, napravljene su različite alternativne pretpostavke koje se tiču pojedinosti o ljudskim sklonostima, a one podrazumijevaju različite alternativne funkcije korisnosti, kao što su:
- CES ( konstantna elastičnost supstitucije ili izoelastična ) korisnost
- Izoelastični alat
- Eksponencijalni uslužni program
- Kvazilinearna korisnost
- Homotetske preferencije
- Stone-Geary funkcija korisnosti
- Gormanov polarni oblik
  - Preferencije Greenwood -Hercowitz -Huffman
  - Postavke King – Plosser – Rebelo
- Hiperbolična apsolutna averzija prema riziku

Većina pomoćnih funkcija koje se koriste u modeliranju ili teoriji dobro se ponašaju. Obično su monotoni i kvazikonkavni. Međutim, moguće je da postavke ne mogu biti predstavljene uslužnom funkcijom. Primjer su leksikografske postavke koje nisu kontinuirane i ne mogu se predstaviti kontinuiranom funkcijom korisnosti.

## Granična korisnost
Ekonomisti razlikuju ukupnu i graničnu korisnost. Ukupna korisnost(TU) je korisnost cjelokupne količine utrošenog dobra. Stopa promjene korisnosti zbog promjene količine jednog potrošenog dobra naziva se granična korisnost tog dobra. Granična korisnost mjeri nagib funkcije korisnosti s obzirom na promjene u jednom dobru. Granična korisnost(MU) je dodatna korisnost koju dobivate od korištenja dodatne jedinice dobra. Ona obično pada s potrošnjom dobra, idejom "smanjenja granične korisnosti". U zapisu računa, granična korisnost dobra X je {\displaystyle MU_{x}={\frac {\partial U}{\partial X}}}. Kad je granična korisnost dobra pozitivna, njezina dodatna potrošnja povećava korisnost; ako je nula, potrošač je sit i ravnodušan u pogledu konzumiranja više; ako je negativan, potrošač bi platio da smanji svoju potrošnju.

### Zakon opadajuće granične korisnosti
Racionalni pojedinci troše samo dodatnu jedinicu robe samo ako ona povećava graničnu korisnost. Međutim, zakon opadajuće granične korisnosti znači da se granična korisnost smanjuje kada osoba troši sve više i više nekog dobra. Odnosno dodatna potrošena jedinica donosi manje granične korisnosti koju je donijela prethodna potrošena jedinica. Na primjer, ispijanje jedne boce vode čini žednog zadovoljnim, jer se s povećanjem potrošnje vode može postupno osjećati loše što dovodi do smanjenja granične korisnosti na nulu, pa čak i postaje negativno. Nadalje, ovo se također koristi za analizu progresivnih poreza jer veći porezi mogu rezultirati gubicima korisnosti. 

### Načelo jednakograničnosti
Načelo jednakograničnosti je temeljni uvjet maksimalne korisnosti ili zadovoljstva. Ono kaže da će potrošač postići maksimalno zadovoljstvo ako je granična korisnost posljednje kune utrošene u neko dobro jednaka graničnoj korisnosti posljednje kune utrošene u neko drugo dobro. {\displaystyle MU{\scriptstyle {\text{1}}}=MU{\scriptstyle {\text{2}}}}

### Granična stopa supstitucije (MRS)
Granična stopa supstitucije nagib je krivulje indiferencije koja mjeri koliko se pojedinac spreman odreći jednog dobra da bi dobio drugo. Koristeći matematičku jednadžbu, {\displaystyle MRS=-\operatorname {d} \!x_{2}/\operatorname {d} \!x_{1}} držeći da je U (x1, x2) konstanta. Dakle, MRS je onoliko koliko se pojedinac spreman odreći konzumiranja veće količine x1.
MRS je povezan s graničnom korisnošću. Odnos između granične korisnosti i MRS -a je: {\displaystyle MRS={\frac {MU_{1}}{MU_{2}}}}

## Proračunska ograničenja
Potrošnja pojedinaca ograničena je proračunom(I). Graf proračunskog pravca je linija nagnuta prema dolje između osi X i Y. Sve košarice potrošnje u okviru potrošačke krivulje pojedincima omogućuju potrošnju bez korištenja cijelog proračuna jer je ukupni dohodak veći od ukupnih troškova svežnjeva (slika 2). Ako se uzmu u obzir samo cijene i količine dvije robe u jednoj košarici, proračunsko ograničenje moglo bi se formulirati kao {\displaystyle p_{1}X_{1}+p_{2}X_{2}=Y}, gdje su p1 i p2 cijene dviju roba, X1 i X2 su količine dviju roba.
Budžetski pravac pokazuje kombinace dobara ili usluga koje se mogu ostvariti pri danom dohotku uz pretpostavku da se on u cijelosti troši.
Nagib budžetskog pravca= -P(x)/P(y)

### Ograničena optimizacija korisnosti
Racionalni potrošači žele maksimizirati svoju korisnost. No, kako se suočavaju s proračunskim ograničenjima, promjena cijene utjecala bi na količinu potražnje. Postoje dva faktora koji mogu objasniti ovu situaciju:
- Kupovna moć. Pojedinci postižu veću kupovnu moć kada se cijena robe smanji. Smanjenje cijene omogućuje pojedincima da povećaju svoju uštedu kako bi si mogli priuštiti druge proizvode.
- Učinak supstitucije. Ako se cijena dobra A smanji, tada roba postaje relativno jeftinija prema njezinim zamjenama. Tako bi pojedinci konzumirali više dobra A jer bi se korisnost time povećala.